# Human Traffic
Human Traffic ist ein Spielfilm des britischen Regisseurs und Drehbuchautors Justin Kerrigan aus dem Jahr 1999. Im Zentrum des Films steht eine Clique junger Leute aus Cardiff, deren Wochenendleben mit den Clubtouren, Sex- und Drogenerfahrungen in der britischen Raveszene dargestellt wird.

## Handlung
Jip lebt in Cardiff, arbeitet in einem Bekleidungsgeschäft und leidet unter sexuellen Versagensängsten. Mit dem grauen Alltag ist er unzufrieden, auch sein familiärer Hintergrund lässt wenig Hoffnung aufkommen: sein Vater sitzt im Gefängnis und seine Mutter verdient ihr Geld mit Prostitution. Ähnlich ergeht es seinen Freunden. Jips einziger Lichtblick sind die Wochenenden, die er mit ihnen unter Drogeneinfluss verbringt. Der Film nimmt eines solcher Wochenenden in den Fokus. Jip, Koop, Nina (Koops Freundin), Lulu und Polizistensohn Moff wollen in das Asylum, einen angesagten Club Cardiffs, gehen. Jedoch haben sie nur vier Karten für den Club bekommen. Lulu will freiwillig zu Hause bleiben, was Jip, der ein Auge auf sie geworfen hat, überhaupt nicht recht ist. Auf eine ziemlich gewagte Weise beschafft er die fehlende Karte, so dass sie doch noch alle hineinkommen und feiern können.

## Soundtrack
Der Film lebt im Wesentlichen von seinem Soundtrack, der einige der bekanntesten Clubhits der 1990er Jahre von Künstlern wie CJ Bolland, Fatboy Slim, Orbital, Aphrodite, Primal Scream, Age of Love und Brainbug enthält.

## Auszeichnungen
- 1999: British Independent Film Award für die beste Leistung in der Produktion
- 1999: Discovery Award beim Toronto Film Festival
- 2000: Nominierung für einen Preis der British Academy of Film and Television in der Kategorie "Carl Foreman-Preis für den vielversprechendsten Newcomer" (Justin Carrigan)
- 2000: Preis der Jury beim Bermuda International Film Festival (Justin Carrigan)